# Urbaba
Urbaba (en sumeri 𒌨𒀭𒁀𒌑 ur.ba.ba) va ser ensi de Lagaix del 2164 aC al 2144 aC segons la cronologia mitjana, i aproximadament contemporani a Xu-Durul, l'últim rei d'Accad. Va succeir Kaku.
Va ser el primer de la dinastia que va exercir com a rei independent. El seu regne, engrandit, ocupava una gran part de Sumer. La seva filla Enanepeda va ser nomenada gran sacerdotessa de la deessa Nanna a Ur, la qual cosa vol dir que dominava aquesta ciutat i Eridu, ja que Ur depenia en aquesta època de la ciutat estat d'Eridu.
Urbaba va realitzar importants treballs d'obres públiques, a la seva ciutat i al seu territori, i sembla que va regnar en un període pacífic. S'han trobat textos que parlen de la construcció de canals, de preses de reg, de condicionament de vies, de construcció de santuaris i de fabricació d'objectes de culte. Va reorganitzar l'administració nomenant funcionaris, sacerdots i dignataris. Es conserven, de la seva època i de la del seu successor Gudea, gendre seu, una gran quantitat de monuments i textos literaris. La seva llengua era el sumeri.